# AD Bahia de Feira
Der Associação Desportiva Bahia de Feira, in der Regel nur kurz Bahia de Feira genannt, ist ein Fußballverein aus Feira de Santana im brasilianischen Bundesstaat Bahia.
Aktuell spielt der Verein in der vierten brasilianischen Liga, der Série D.

## Erfolge
- Staatsmeisterschaft von Bahia: 2011
- Staatsmeisterschaft von Bahia – 2nd Division: 1982, 1986, 2009
- Staatspokal von Bahia: 2013

## Stadion

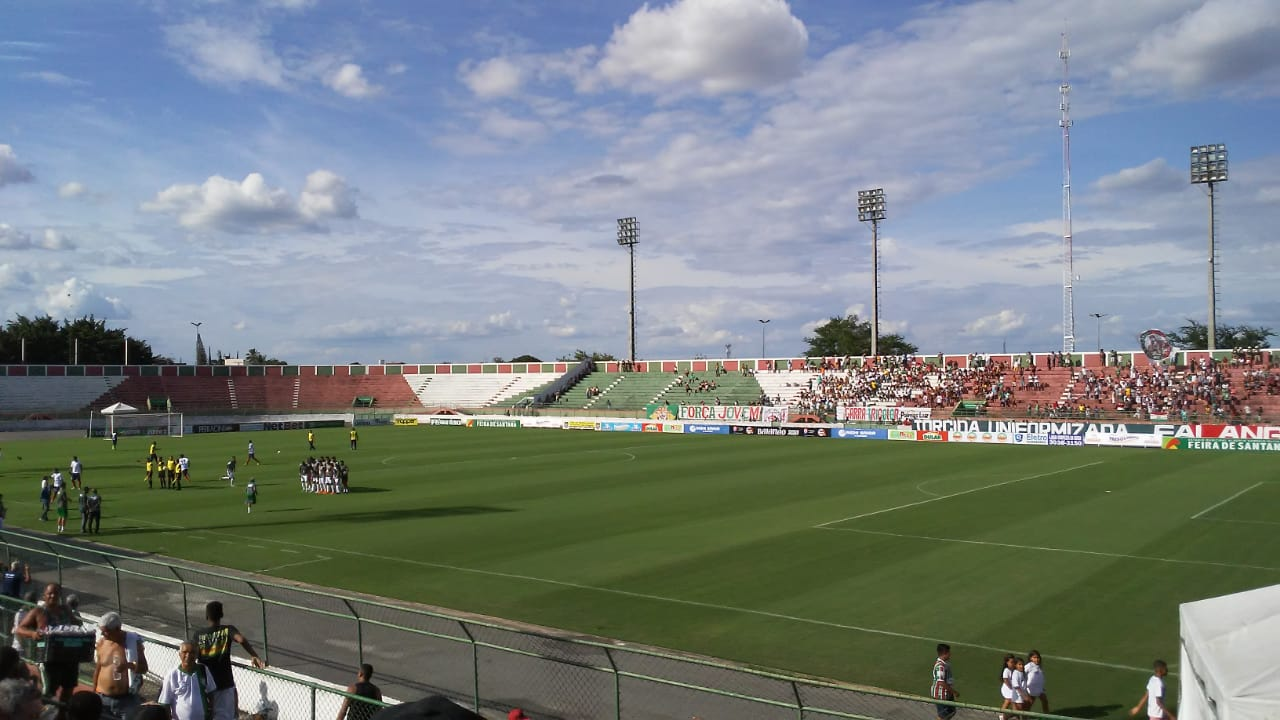
Estádio Joia da Princesa

Der Verein trägt seine Heimspiele im Estádio Joia da Princesa, auch unter dem Namen Estádio Municipal Alberto Oliveira bekannt, in Feira de Santana aus. Das Stadion hat ein Fassungsvermögen von 16.274 Personen.

## Trainerchronik
Stand: 23. November 2024
| Trainer            | Nation    | von                | bis               |
| ------------------ | --------- | ------------------ | ----------------- |
| Arnaldo Lira       | Brasilien | 16. Januar 2012    | 16. April 2012    |
| Quintino Barbosa   | Brasilien | 17. März 2014      | 21. März 2014     |
| Arnaldo Lira       | Brasilien | 23. September 2020 | 18. Dezember 2020 |
| Oliveira Canindé   | Brasilien | 10. Februar 2021   | 14. Juli 2021     |
| Índio Ferreira     | Brasilien | 14. Juli 2021      |                   |
| Flávio Araújo      | Brasilien | 16. Dezember 2021  | 1. April 2022     |
| João Carlos Ângelo | Brasilien | 12. April 2022     | 1. Dezember 2023  |
| Oliveira Canindé   | Brasilien | 4. Dezember 2023   | 2. Februar 2024   |
| Nasareno           | Brasilien | 3. Februar 2024    |                   |
| Josmar Hupsel      | Brasilien | 13. Februar 2024   | 15. Februar 2024  |